# Leimbach (Markdorf)
Leimbach ist ein Teilort Riedheims, einer von zwei Ortschaften der Stadt Markdorf im Bodenseekreis in Baden-Württemberg, Deutschland.

## Geographie

### Geographische Lage
Leimbach liegt auf der Gemarkung Riedheim südlich des Gehrenbergs, an dessen Fuß die durch Leimbach fließende Brunnisach entspringt. Der Ort befindet sich rund zwei Kilometer östlich der Kernstadt von Markdorf im ländlichen Raum. Nachbarorte sind Hepbach im Osten, Riedheim im Süden, Bergheim im Südwesten und Markdorf im Westen.

### Schutzgebiete

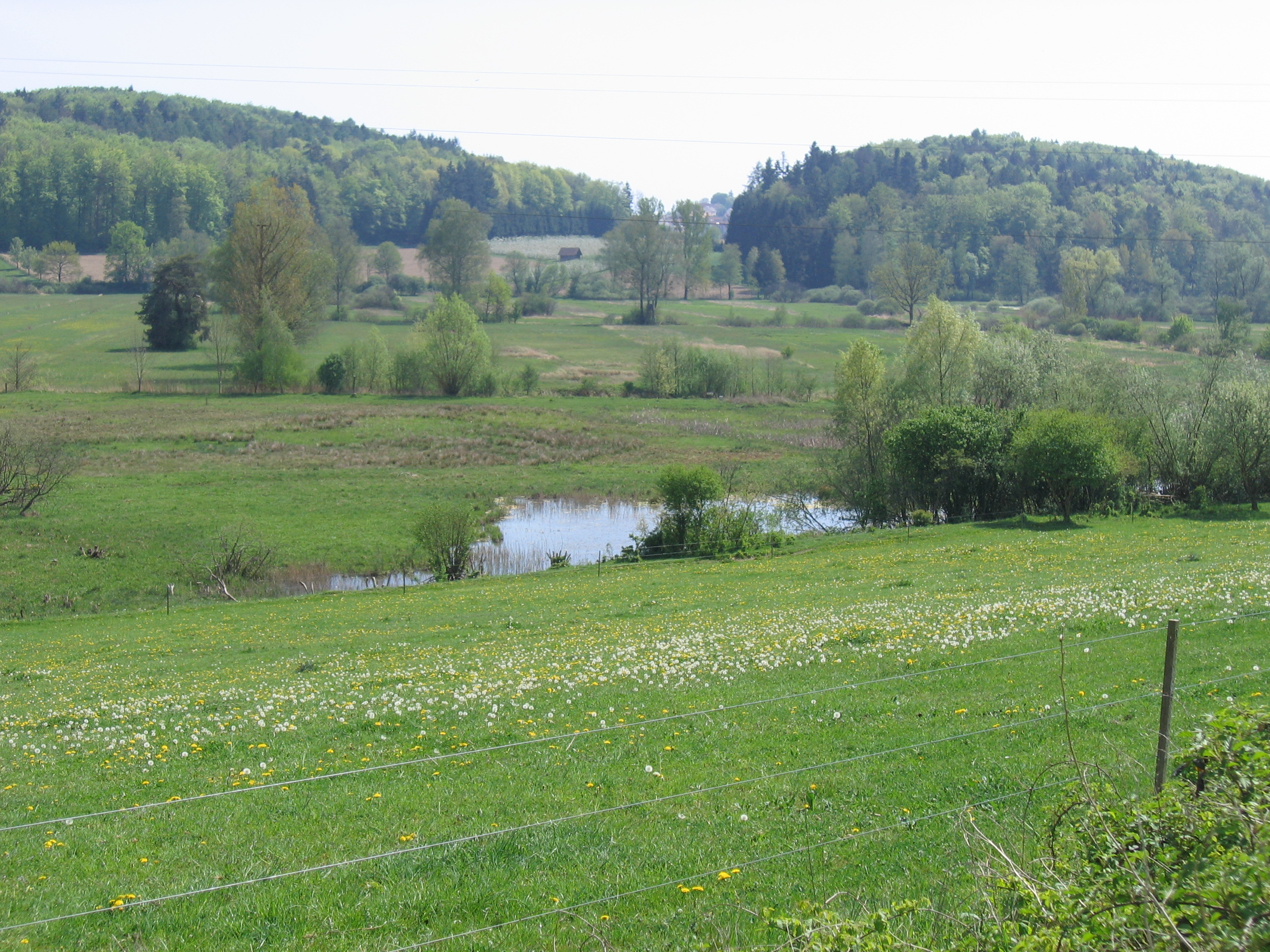
Blick auf das Hepbacher-Leimbacher Ried

Südlich des Ortsgebiets liegt das Leimbacher Ried, ein Teil eines ehemals großen Niedermoorkomplexes zwischen Leimbach, Hepbach und Riedheim. Das Ried ist Teilgebiet des Naturschutzgebietes Hepbacher-Leimbacher Ried mit Schilfbereichen, Streuwiesenresten und Hochstaudenrieden. Das Gebiet wird von Heckrindern beweidet und ist für seine Storchenhorste bekannt.

## Geschichte
Leimbach wurde im Jahre 1268 erstmals urkundlich als Lainbach erwähnt, als das Kloster Kreuzungen größeren Besitz von Konrad von Reute erwarb. 1269 wechselte der Kelhof von Sankt Gallen durch Kauf von Konrad von Ebersberg an die von Markdorf. Leimbach war wohl alter Heiligenberger Ort.
Die Stadt Markdorf gehörte zum Gebiet des Hochstiftes Konstanz. Östlich von Markdorf verlief die Grenze zur Grafschaft Heiligenberg, die zu den Ländereien der Fürsten zu Fürstenberg gehörte. Zwischen Markdorf und Leimbach stand an der heutigen Bundesstraße 33 ein Zollhaus. Daran erinnert noch heute das in den 1960er Jahren an Stelle des 1628 errichteten Grenzgasthofs erbaute Wirtshaus Zur Letze.
Im Zuge der von Napoleon eingeleiteten Säkularisation fiel der rechtsrheinische Landbesitz des Hochstifts Konstanz gemäß dem Reichsdeputationshauptschluss von 1803 an die Markgrafschaft Baden, ebenso wie 1805 die angrenzende Grafschaft.
Durch Erlass des Ministeriums des Innern in Karlsruhe wurde 1924 angeordnet, die Sondergemarkungen von Gangenweiler, Hepbach, Leimbach und Stadel aufzuheben und mit Riedheim zu einer Gemeinde mit dem Namen Riedheim vereinigt wurden.
Im Zuge der Gemeindereform wurden die ehemals selbständige Gemeinde Riedheim mit Wirkung zum 1. März 1972 in die Stadt Markdorf eingemeindet.

### Religion
Kirchlich gehörte Leimbach bis 1660 zur Pfarrei Oberteuringen, seither zur Pfarrei Bergheim.

## Kultur und Sehenswürdigkeiten

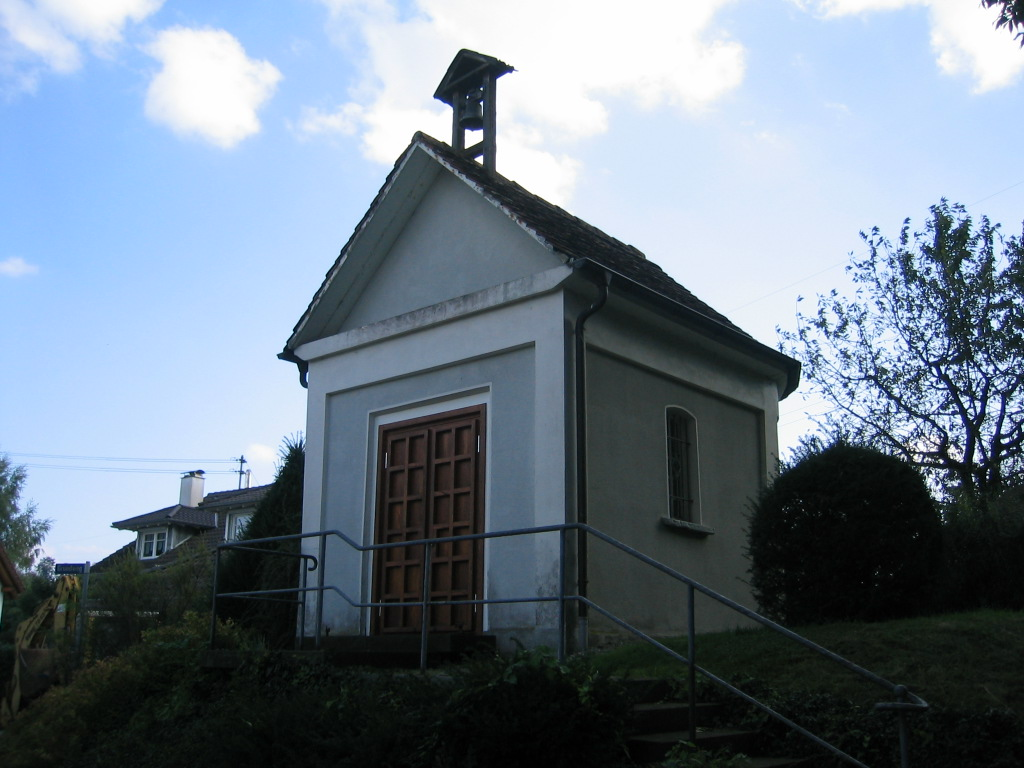
Maria-Hilf-Kapelle in Leimbach

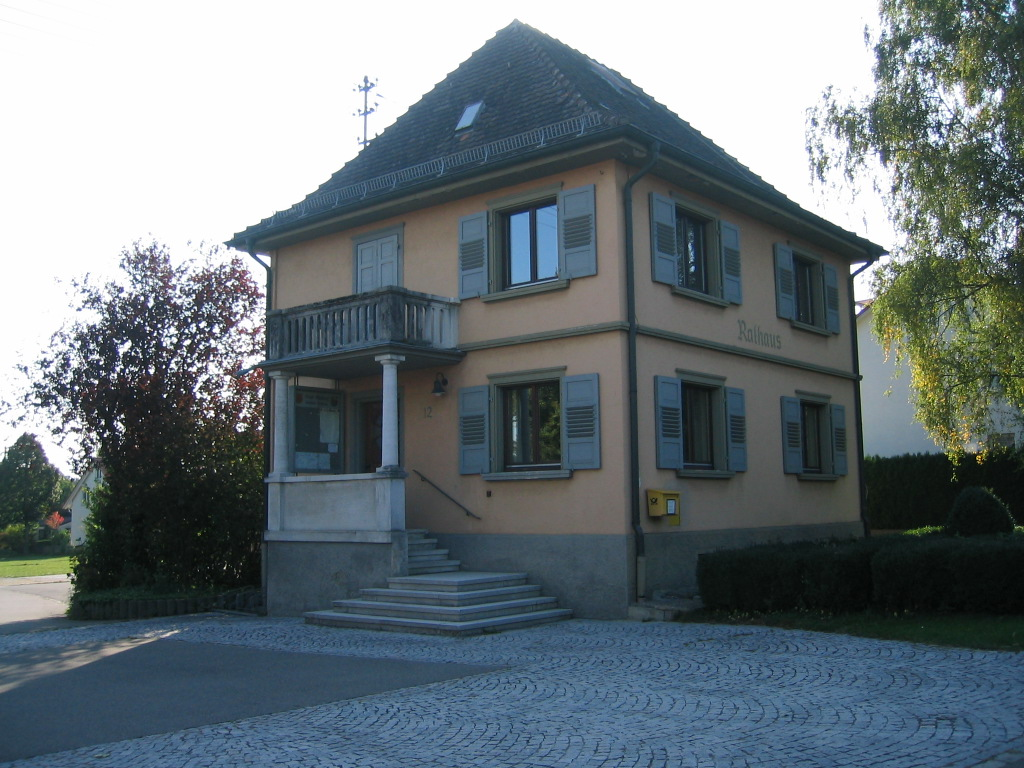
Rathaus der ehemaligen Gemeinde und heutigen Ortschaft Riedheim

### Bauwerke
- Die Maria-Hilf-Kapelle in Leimbach wurde im Jahr 1875 durch die Stiftung dreier Leimbacher Bürger ermöglicht. Zuvor war der Wunsch nach einer eigenen Pfarrkirche in Leimbach abgelehnt und stattdessen die Pfarrkirche in Bergheim erweitert worden. Die kleine Kapelle ist seitdem schon fünf Mal renoviert worden, zuletzt 1968 und 2003. Bei der mehrmonatigen Renovation wurden der Dachstuhl und die Decke erneuert, der Farbanstrich Innen und Außen erneuert, ein Wetterschutz über der Eingangstür montiert, die Bänke überarbeitet, neue Fliesen verlegt und der Altar mit Marienstatue gründlich überarbeitet. Der Sakralbau, der sich im Eigentum der Stadt Markdorf befindet, dient der örtlichen Marienverehrung.[5]
- Das Rathaus der ehemaligen Gemeinde und heutigen Ortschaft Riedheim steht in Leimbach (Leimbacher Straße 12).

### Regelmäßige Veranstaltungen
- Spritzenfest der Freiwilligen Feuerwehr
- Pfingstfest des Musikvereins
- Narrenbaumsetzen
- Kinderball der Narrenzunft
- Funkenfeuer
- Hugelohball

### Pilgern / Wandern
Durch das Dorf führen der Oberschwäbische Jakobsweg von Ulm nach Konstanz sowie die dritte Etappe des insgesamt 111 Kilometer langen Jubiläumswegs Bodenseekreis von Meckenbeuren zum Markdorfer Bahnhof.
← Vorhergehender Ort: Unterteuringen | Leimbach (Markdorf) | Nächster Ort: Möggenweiler →

Ulmer Münster |
Ulm |
Grimmelfingen |
Einsingen |
Erbach |
Donaurieden |
Oberdischingen |
Ersingen |
Rißtissen |
Untersulmetingen |
Obersulmetingen |
Schemmerberg |
Äpfingen |
Laupertshausen |
Mettenberg |
Biberach an der Riß |
Reute |
Grodt |
Muttensweiler |
Steinhausen |
Wallfahrtskirche Steinhausen |
Winterstettenstadt |
Bad Waldsee |
Bergatreute |
Weingarten |
Ravensburg |
Brochenzell
Östliche Route:
Meckenbeuren |
Tettnang |
Gießenbrücke |
Heiligenhof |
Atlashofen |
Hüttmannsberg |
Gattnau |
Arensweiler |
Selmnau |
Hattnau |
Nonnenhorn
Westliche Route:
Rammetshofen |
Unterteuringen |
Hepbach |
Leimbach |
Möggenweiler |
Markdorf |
Meersburg |
Bodensee |
Staad |
Konstanz |
Konstanzer Münster

## Wirtschaft und Infrastruktur
Neben den ortsansässigen Landwirtschaften gibt es hier Neubaugebiete, deren Einwohner hauptsächlich bei den Firmen MTU Friedrichshafen, ZF Friedrichshafen, Lindauer Dornier Gesellschaft und ortsansässigen Betrieben beschäftigt sind.

### Verkehr
Durch den Ort führt die Bundesstraße 33 in ihrem Abschnitt zwischen Meersburg und Ravensburg.

### Bildung
Leimbach besitzt neben dem kirchlichen Kindergarten St. Josef auch eine eigenständige, einzügige Grundschule mit rund 100 Schülern in vier Klassen mit den entsprechenden Nebenräumen wie Schulküche, Medienraum und Musikzimmer sowie Sportmöglichkeiten in einer Mehrzweckhalle in unmittelbarer Nachbarschaft. Einzugsgebiete sind neben Leimbach die Orte Bergheim, Hepbach, Riedheim, Stadel, Steibensteg und das Industriegebiet Markdorf.